# Świadectwa dla Zboru
Świadectwa dla Zboru (ang. Testimonies for the Church) – dziewięciotomowy zbiór rad, pouczeń i świadectw autorstwa Ellen G. White skierowanych do Kościoła – przełożonych zboru i wiernych, dotyczących życia chrześcijańskiego, właściwego funkcjonowania zboru, jego instytucji oraz rodziny. Świadectwa często mają charakter krytyczny, podejmują oceny kontrowersyjnych zagadnień i z uwagi na ich charakter są typowym dziełem wewnątrzkościelnym, jakkolwiek nie istnieją i nigdy nie istniały trudności dla osób spoza Kościoła w dostępie do dzieła. Wierni Kościoła Adwentystów Dnia Siódmego i części innych Kościołów adwentystycznych (np. adwentystów reformowanych) uznają Świadectwa jako natchnione przekazy Boga do jego ludu w dniach ostatnich, poprzedzających powtórne przyjście Chrystusa. Celem tego eschatycznego objawienia jest udzielenie zachęty, właściwych myśli i odpowiedniego kierunku Kościołowi w sprawach, o których Biblia, z uwagi na odmienne czasy, w których była pisana, milczy.

## Historia powstania Świadectw
Ellen G. White pisała Świadectwa dla Zboru od 1855 r. do końca życia. Pierwsze z nich ukazało się w postaci niewielkiej broszury już w 1855 r. Kolejne, publikowane w formie broszur, tytułowane były Świadectwo dla Zboru nr (z odpowiednim kolejnym numerem). Gdy liczba kolejnych wydanych Świadectw pozwalała na stworzenie tomu, publikowano je w całości w formie książkowej. Pierwszy tom zawierał Świadectwa nr 1-14, pisane w latach 1855–1868. Ostatni tom serii ukazał się w 1909 r. Łącznie oryginalne wydanie Świadectw dla Zboru obejmowało 4 738 stron tekstu.

## Wydania w języku polskim

### Wydania pełne
Pełne dziewięciotomowe wydanie Świadectw dla Zboru ukazało się w Polsce nakładem niewielkiej unitariańskiej wspólnoty adwentystycznej, tzw. Adwentystów Dnia Siódmego Trzeciej Części (Wydawnictwo „Testimonex” z siedzibą w Kowalach). Tłumaczenie tego pokaźnego dzieła było możliwe dzięki wykorzystaniu ofiar i dziesięcin wiernych wspólnoty. Wydawanie dziewięciotomowej serii rozpoczęto w 1984 r., kiedy to ukazał się tom pierwszy. Świadectwa, z uwagi na istniejącą wówczas sytuację polityczną (okres PRL), wydawane były „podziemnie” – przepisywane na maszynie i drukowane na powielaczu.
W latach 2003–2008 wydawnictwo „Testimonex” opublikowało ponownie wszystkie tomy serii w formie bibliofilskiej, podzielonych na siedem książek (tomy VI i VII oraz tomy VIII i IX zostały połączone parami) i oprawionych w twardą skóropodobną oprawę ze złoceniami.

### Wersje częściowe i skrócone
Pierwsze częściowe wydanie Świadectw ukazało się w języku polskim już w 1925 r. w Bydgoszczy nakładem Wydawnictwa „Poliglot”, działającego przy Kościele Adwentystów Dnia Siódmego. Tom obejmował wybór najważniejszych Świadectw, zaś przy każdym rozdziale umieszczano odnośnik do oryginalnej dziewięciotomowej serii. Początek każdego rozdziału zdobiły inicjały. Dzieło liczyło 347 stron i wydane zostało w drukarni A. Dittmanna, T. z o. p. w Bydgoszczy.
Oficjalna skrócona wersja świadectw – trzytomowe dzieło pt. Ze Skarbnicy Świadectw – ukazało się po raz pierwszy nakładem Wydawnictwa „Znaki Czasu”, z siedzibą w Warszawie. Pierwszy tom wydano w 1971 r., drugi – w 1974, zaś trzeci – w 1976. Przekładu nie dokonano z języka oryginalnego (angielskiego), ale z edycji niemieckiej. Nowy przekład z języka angielskiego Ze Skarbnicy Świadectw ukazał się nakładem tego samego wydawnictwa w 2000 r.
Trzytomowa pozycja Ze Skarbnicy Świadectw opublikowana została także przez niezależne od jakichkolwiek adwentystycznych organizacji kościelnych Wydawnictwo „Poselstwo Wyzwolenia”. Jest to zupełnie nowe tłumaczenie z języka angielskiego, wzbogacone o dodatkowe rozdziały wybrane z pełnej dziewięciotomowej serii Świadectw. Ukazało się pt. Ze Skarbnicy Świadectw, Rady dla Zboru wybrane z dziewięciu tomów Świadectw dla Zboru. Nakład liczył 2000 egzemplarzy.

## Treść
- Tom I – obejmujący Świadectwa nr 1-14 (1855–1868) oraz wzbogacony o autobiografię Ellen G. White
- Tom II – obejmujący Świadectwa nr 15-20 (1868–1871)
- Tom III – obejmujący Świadectwa nr 21-25 (1872–1875)
- Tom IV – obejmujący Świadectwa nr 26-30 (1876–1881)
- Tom V – obejmujący Świadectwa nr 31-33 (1882–1889)
- Tom VI – obejmujący Świadectwo nr 34 (1900)
- Tom VII – obejmujący Świadectwo nr 35 (1902)
- Tom VIII – obejmujący Świadectwo nr 36 (1904)
- Tom IX – obejmujący Świadectwo nr 37 (1909)